# Anna Maria Alberghetti
Anna Maria Alberghetti   (Pesaro, 15 de maig de 1936) és una actriu i soprano italoamericana. Va guanyar un premi Tony el 1962 com a millor actriu de musical per Carnival! (va empatar amb Diahann Carroll pel musical No Strings).

## Orígens
Nascuda el 15 de maig de 1936 a Pesaro, al centre d'Itàlia, Alberghetti va ser una nena prodigi. El seu pare era cantant d'òpera i concertista de la Companyia d'Òpera de Roma. La seva mare era pianista. Als sis anys, Anna Maria va cantar en un concert a l'illa de Rodes amb una orquestra de 100 músics. Va actuar al Carnegie Hall de Nova York als 13 anys. Als 15, va ser presentada al públic del cinema nord-americà en el musical de Frank Capra de 1951 Here Comes the Groom, protagonitzada per Bing Crosby. Als 16 anys, va ser la telonera de Red Skelton durant el seu compromís amb el Sahara Hotel a Las Vegas.
La seva germana petita, Carla, també es va convertir en artista musical, que va aparèixer en nombroses produccions escèniques. Finalment, es va convertir en la substituta d'Anna Maria en el seu paper guanyador del premi Tony a Broadway. Té un germà, Paul Alberghetti, que és advocat d'entreteniment i productor de cinema. Està casat amb la cineasta Michele Noble.

## Carrera professional
Alberghetti va aparèixer doc cops a la portada de la revista Life. Va aparèixer a The Ed Sullivan Show més de 50 vegades. Va actuar com a estrella convidada el 1957 a The Gisele MacKenzie Show de la NBC. Aquest mateix any, va actuar a l'episodi d'estrena de The Pat Boone Chevy Showroom a l'American Broadcasting Company.
Va protagonitzar amb Dean Martin Ten Thousand Bedrooms de 1957 i amb Jerry Lewis a  The Jazz Singer el 1959, i Cinderfella 1960, poc després que l'equip de comèdia de Martin i Lewis se separessin.
Alberghetti també va aparèixer a The Last Command de 1955, protagonitzada per Sterling Hayden, i va tenir el paper principal al Western Duel at Apache Wells.
El 1959, Alberghetti, de 22 anys, va protagonitzar "The Conchita Vasquez Story" a la sèrie Wagon Train de la NBC.
L'1 de març de 1961, va aparèixer com a concursant convidada a la sèrie de televisió I've Got A Secret. Va actuar com a estrella convidada a The Andy Williams Show el 28 de març de 1963 i va actuar a l'episodi del programa de varietats The Hollywood Palace del 2 de maig de 1964.
Va aparèixer com a convidada misteriosa a What's My Line el 23 de novembre de 1958. Va aparèixer per a una segona aparició com a convidada misteriosa el 30 d'abril de 1961. El 1965 Alberghetti va anar de gira i va actuar a l'escenari amb Bob Hope a l'illa d'Okinawa per als militars nord-americans.
Alberghetti ha realitzat gires en nombroses produccions teatrals i continua amb el seu popular cabaret d'una sola dona. Va tenir papers en un parell de pel·lícules del 2001, The Whole Shebang i Friends & Family.
Alberghetti va aparèixer en anuncis de televisió de les amanides Good Seasons durant la dècada de 1970 i principis de la dècada de 1980, on va ser seleccionada com "The Good Seasons Lady".

## Vida privada
Alberghetti es va convertir en ciutadana estatunidenca el 1961.
Va estar casada amb el productor i director de televisió Claudio Guzmán del 1964 al 1974. Van tenir dos fills: Alexandra (n. 1966) i Pilar (n. 1970).

## Filmografia (parcial)
| Any  | Títol                 | Rol                 | Notes             |
| ---- | --------------------- | ------------------- | ----------------- |
| 1951 | The Medium            | Monica              |                   |
| 1951 | Here Comes the Groom  | Theresa             |                   |
| 1953 | The Stars Are Singing | Katri Walenska      |                   |
| 1955 | The Last Command      | Consuelo de Quesada |                   |
| 1957 | Duel at Apache Wells  | Anita Valdez        |                   |
| 1957 | Ten Thousand Bedrooms | Nina Martelli       |                   |
| 1960 | Cinderfella           | Princess Charming   |                   |
| 1967 | Kismet                | Marsinah            | TV movie          |
| 2001 | Friends & Family      | Stella Patrizzi     |                   |
| 2001 | The Whole Shebang     | Lady Zito           | (final film role) |

## Teatre
- Rose-Marie (1960)
- Carnival! (1961)
- Fanny (1963; 1968)
- The Fantasticks (1968)
- West Side Story (1964)
- The Most Happy Fella (1969)
- Cabaret (1970)
- Kismet (1971)
- The Student Prince (1976)
- The Sound of Music (1978; 1985)
- Side by Side by Sondheim (1980)
- Camelot (1981)

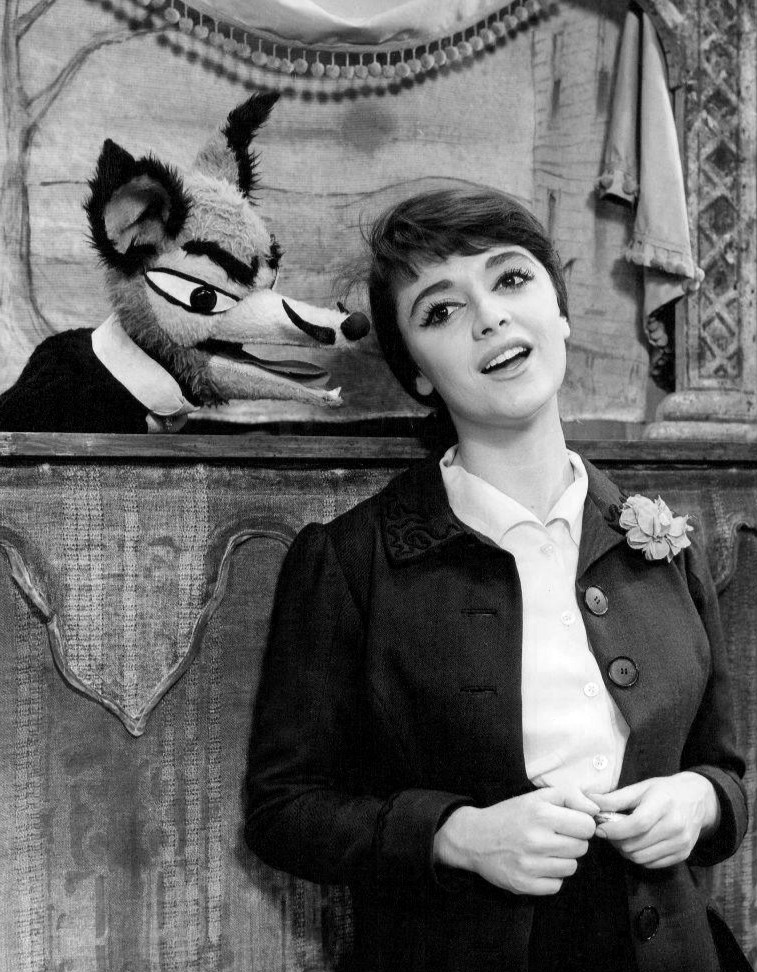
Alberghetti a Carnival!

- The Fabulous Palm Springs Follies (2000)
- Senior Class (2007)

## Premis i nominacions
| Any  | Premi       | Categoria                             | Treball  | Resultat   |
| ---- | ----------- | ------------------------------------- | -------- | ---------- |
| 1962 | Premis Tony | Millor actriu protagonista de musical | Carnival | Guanyadora |